# Marouane Chamakh
Marouane Chamakh (arabisch مروان الشماخ, DMG Marwān aš-Šammāḫ; * 10. Januar 1984 in Tonneins, Département Lot-et-Garonne) ist ein marokkanisch-französischer ehemaliger Fußballspieler. Zu seiner aktiven Zeit spielte er auf der Position des Mittelstürmers.

## Karriere

### Im Verein
Mit Bordeaux gewann er 2007 den französischen Ligapokal, 2008 die Vize-Meisterschaft und 2009 schließlich die Ligue 1. In der Sommerpause 2010 verpflichtete der FC Arsenal Chamakh ablösefrei. Er unterzeichnete einen langfristigen Vertrag. Anfang Januar 2013 wurde Chamakh bis zum Saisonende 2012/13 an den Ligakonkurrenten West Ham United verliehen. Zur Saison 2013/14 wechselte Chamakh zum Premier-League-Aufsteiger Crystal Palace. Er unterschrieb einen Vertrag bis Saisonende.

### In der Nationalmannschaft
Als Heranwachsender hatte Chamakh auch eine Begegnung für die französische U19-Nationalelf bestritten.
Chamakh spielte bisher 63 Mal für die marokkanische Fußballnationalmannschaft und vertrat sein Land beim Afrika-Cup 2004 in Tunesien, beim Afrika-Cup 2006 in Ägypten, beim Afrika-Cup 2008 in Ghana und beim Afrika-Cup 2012 in Äquatorialguinea und Gabun, wobei die marokkanische Fußballnationalmannschaft nach dem Vizemeistertitel 2004 ständig in der Vorrunde ausschied.

## Erfolge und Auszeichnungen

### Nationalmannschaft
- Afrikameisterschaft: Vizemeister 2004 (5 Einsätze / 2 Tore)

### Verein
Girondins Bordeaux (2003–2010)
- Französische Meisterschaft: Vizemeister 2006, Vizemeister 2008, Meister 2009
- Französischer Ligapokal: Sieger 2007, Sieger 2009, Finalist 2010
- Französischer Supercup-Sieger: 2008, 2009

FC Arsenal (2010–2013)
- Englischer Ligapokal: Finalist 2011

### Persönliche Ehrungen
- Marc-Vivien-Foé-Preis: 2009[5]
- Gewählt in das Team des Jahres der Ligue 1: 2009/10